# Věznice Damon

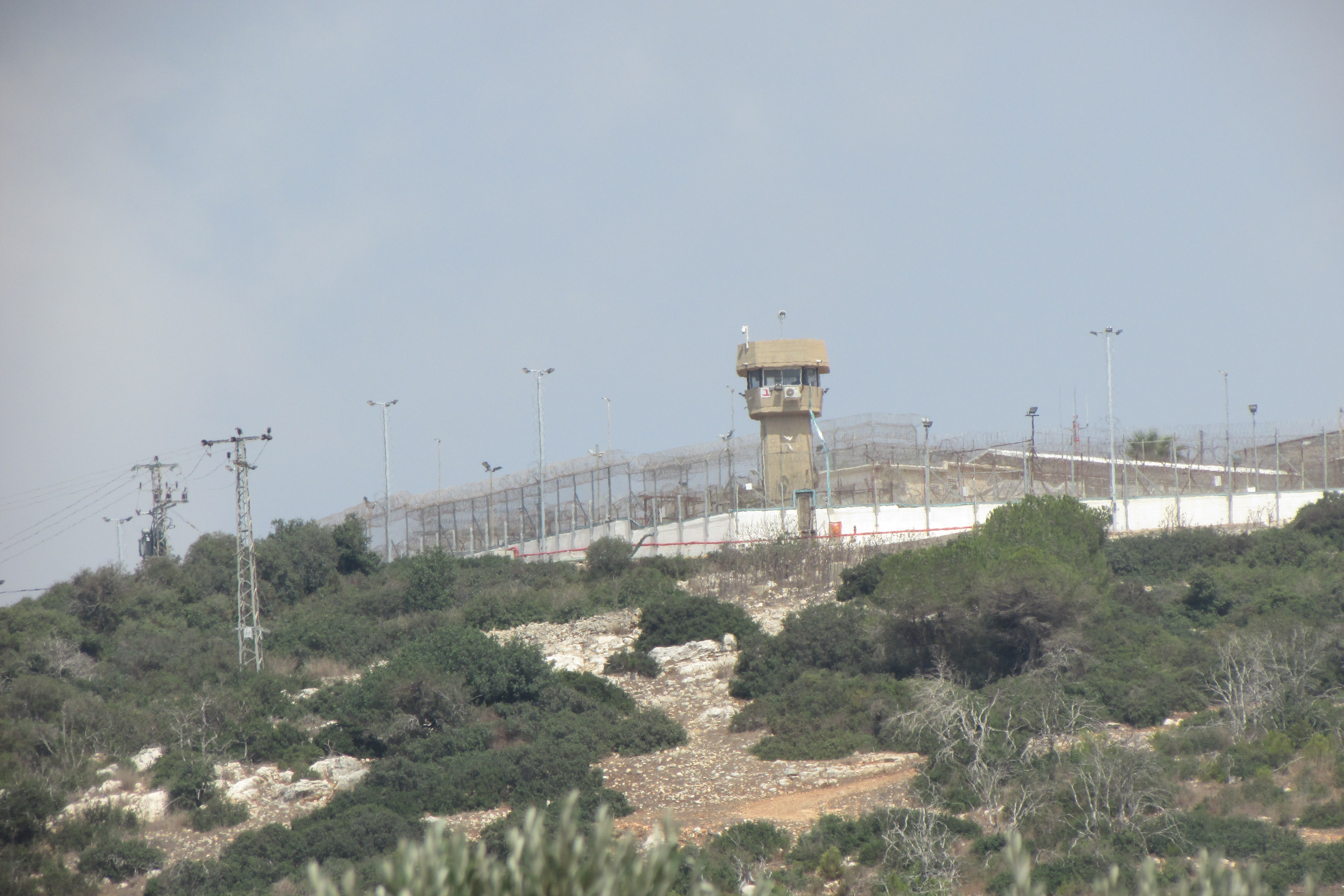
Věznice Damon

Věznice Damon se nachází v bývalé palestinské vesnici Al-Dumun (arabsky : الدامون ) na severu Izraele 10,5 km jihovýchodně od Haify. Vesnice byla vylidněna během první arabsko-izraelské války v letech 1947-1948, kdy ji na konci dubna 1948 obsadila židovská vojenská organizace Hagana. Během několika let z vesnice zbyla pouze budova tabákové továrny, nyní věznice Damon.
Věznice Damon funguje od roku 1953 a je střežena Izraelskou vězeňskou službou (Israel Prison Service – IPS), která byla založena v roce 1949. Komplex věznice během své existence neprošel významnými změnami nebo vylepšeními. Proto v roce 2000 izraelská vězeňská služba věznici dočasně uzavřela kvůli nelidským podmínkám. Znovu se otevřela v roce 2001. Jejími vězni jsou trestně stíhaní přistěhovalci a Palestinci bez oficiálního povolení k pobytu.

## Historie věznice Damon

Subdistrikt Haifa během britského mandátu v Palestině (1920-1948)

Budova nynější věznice Damon byla postavena jako tabáková továrna a stáj během britského mandátu pro Palestinu (1920-1948) v blízkosti největšího severoizraelského města Haify. Budova byla konstruována tak, aby zadržovala vlhkost potřebnou pro práci s tabákovými listy.
V roce 1953 byla provedena rekonstrukce budovy a jejího okolí. Po dokončení prací zde bylo izraelským ministrem policie otevřeno záchytné středisko.
V roce 2000 izraelská vězeňská služba věznici dočasně uzavřela kvůli nelidským podmínkám pro vězně. Znovu se otevřela v roce 2001 pro přistěhovalce a Palestince bez oficiálního povolení. Věznice má nyní také oddělení pro palestinské děti a v roce 2018 bylo zřízeno i křídlo určené pro zadržené ženy.
V roce 2010 došlo k tragédii evakuačního autobusu z věznice Damon, při které zemřelo 44 lidí. Dne 2. prosince 2010 vypukl v lesích v pohoří Karmel rozsáhlý požár, jehož sílu znásobilo dlouhodobé sucho a silný vítr vanoucí od východu. Plocha postižená ohněm se odhadovala na 3 kilometry čtvereční. Při evakuaci z věznice oheň pohltil autobus převážející studenty vězeňské stráže a další osoby. Zahynulo v něm celkem 44 osob.
Téhož dne večer požádal izraelský premiér Benjamin Netanjahu o mezinárodní pomoc při zvládání ohně. Během koordinace evakuačních prací přímo na místě požáru byla těžce zraněna Ahuva Tomerová z velení haifské policie.

## Věznice v Izraeli

Znak Izraelské vězeňské služby

Věznice Damon je jednou ze sítě věznic v Izraeli, které jsou rozděleny do severního, centrálního a jižního distriktu (okresu). Věznice v Izraeli mají maximální kapacitu danou zákonem – 14 500 vězňů. Během arabsko-izraelských konfliktů jich však bývá až 24 000. Dochází tak k porušování tohoto zákona, kdy část vězňů s ostrahou žije na ploše menší než tři metry čtvereční a spí na matracích na podlaze.
Zařízení IPS (Israel Prison Service), výslechová zařízení a předběžná zadržovací střediska IDF (Israel Defense Forces) jsou pravidelně monitorovány Mezinárodním výborem Červeného kříže a příležitostně Izraelskou advokátní komorou a Úřadem veřejného ochránce práv. Přesto všechno nemají izraelské věznice dobrou pověst a jsou často kritizovány za špatné zacházení s vězni.

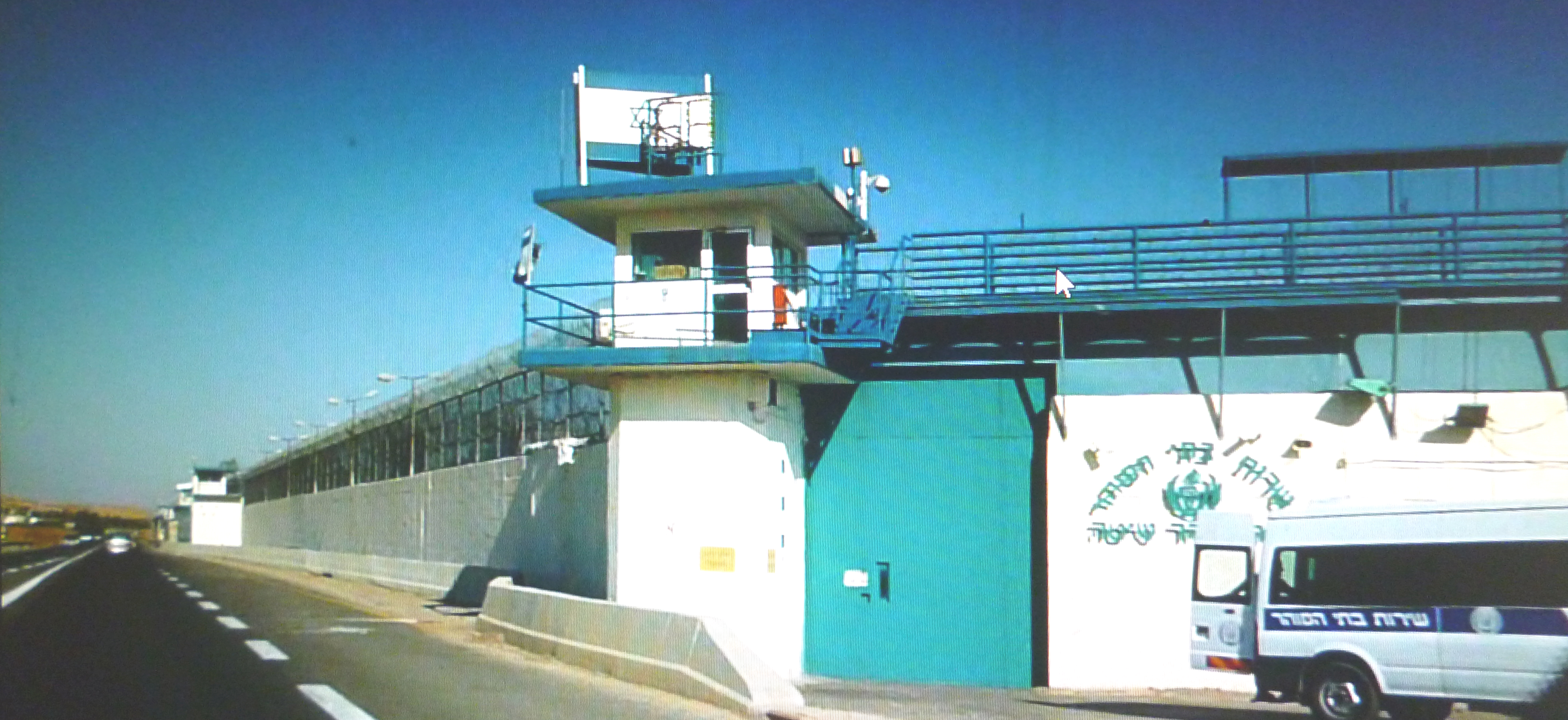
Věznice Shita

### Severní distrikt (severně od Netanji)
- Věznice Carmel (křižovatka Oren)
- Věznice Damon (Rimon Junction)
- Věznice Gilboa (křižovatka HaShita, vedle věznice Shita)
- Věznice Hermon (křižovatka North Tzalmon Creek)
- Věznice Megiddo (křižovatka Megiddo)
- Věznice Shita (křižovatka HaShita, vedle věznice Gilboa)
- Věznice Tzalmon (křižovatka North Tzalmon Creek)

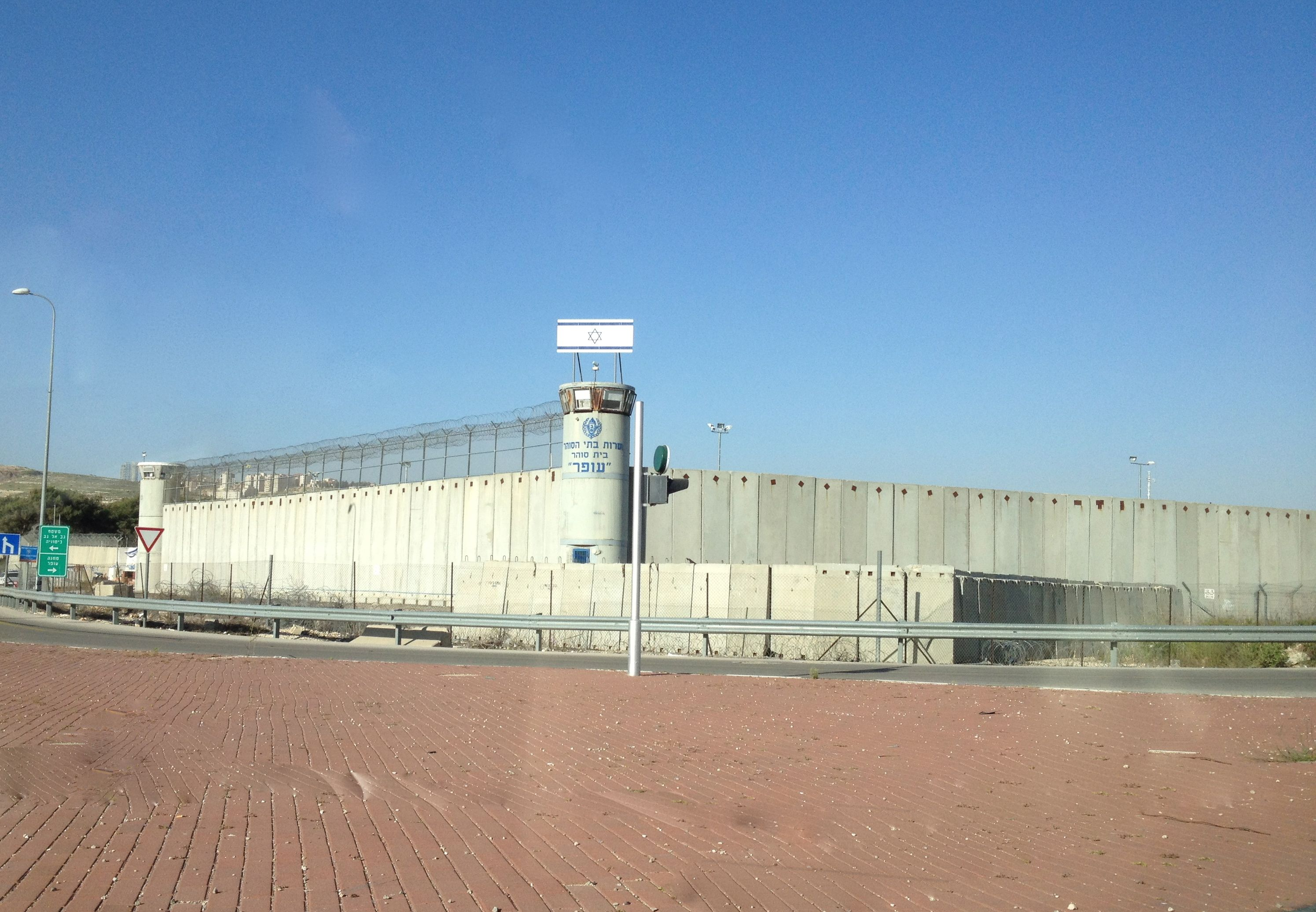
Věznice Ofer

### Centrální distrikt (mezi Netanjou a Ašdodem)
- Věznice Ayalon (Ramla)
- Věznice Giv'on (Ramla)
- Věznice HaŠaron (křižovatka Hadarim)
- Věznice Ma'asijahu (Ramla)
- Věznice Nitzan-Magen (Ramla)
- Věznice pro ženy Neve Tirtza (Ramla)
- Vězení pro mladistvé Ofek (dokonce i Jehuda)
- Věznice Ofer (Západní břeh Jordánu, mezi Ramalláhem/Beituniya a Giv'at Ze'ev)
- Věznice Rimonim (dokonce i Jehuda)

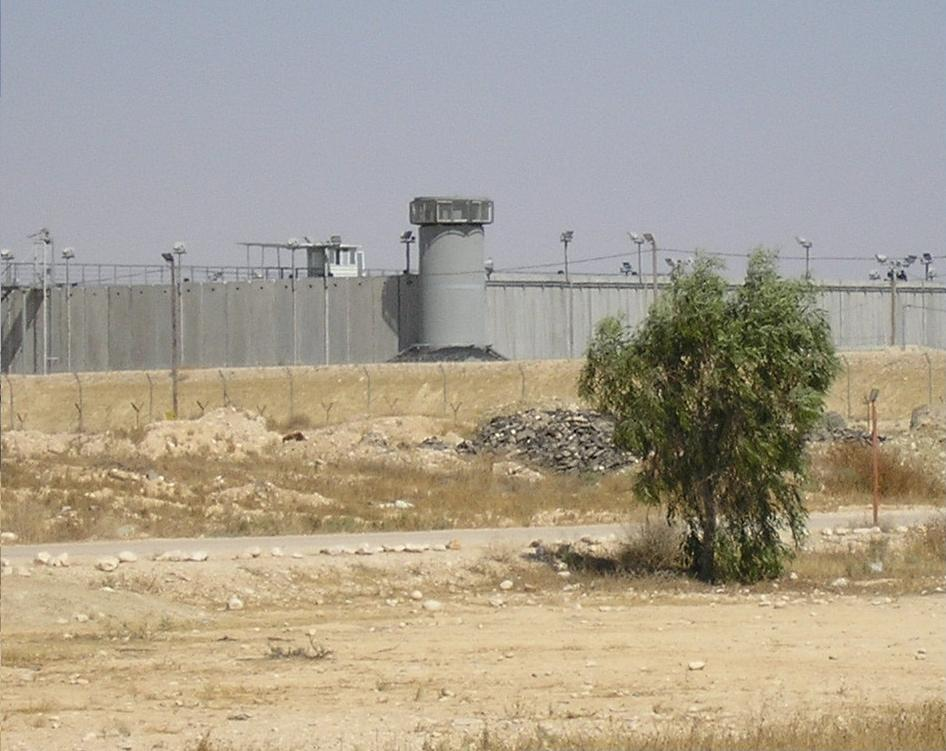
Věznice Ktzi'ot

### Jižní distrikt (jižně od Aškelonu a Jeruzaléma)
- Věznice Beerševa (vězeňský komplex v Beerševě)
  - Věznice Dekel
  - Věznice Eshel
  - Věznice Ela
- Věznice Ktzi'ot (křižovatka Ktzi'ot)
- Věznice Nafha (Micpe Ramon)
- Věznice Ramon (Micpe Ramon, hned vedle věznice Nafha)
- Věznice Saharonim (křižovatka Ktzi'ot)

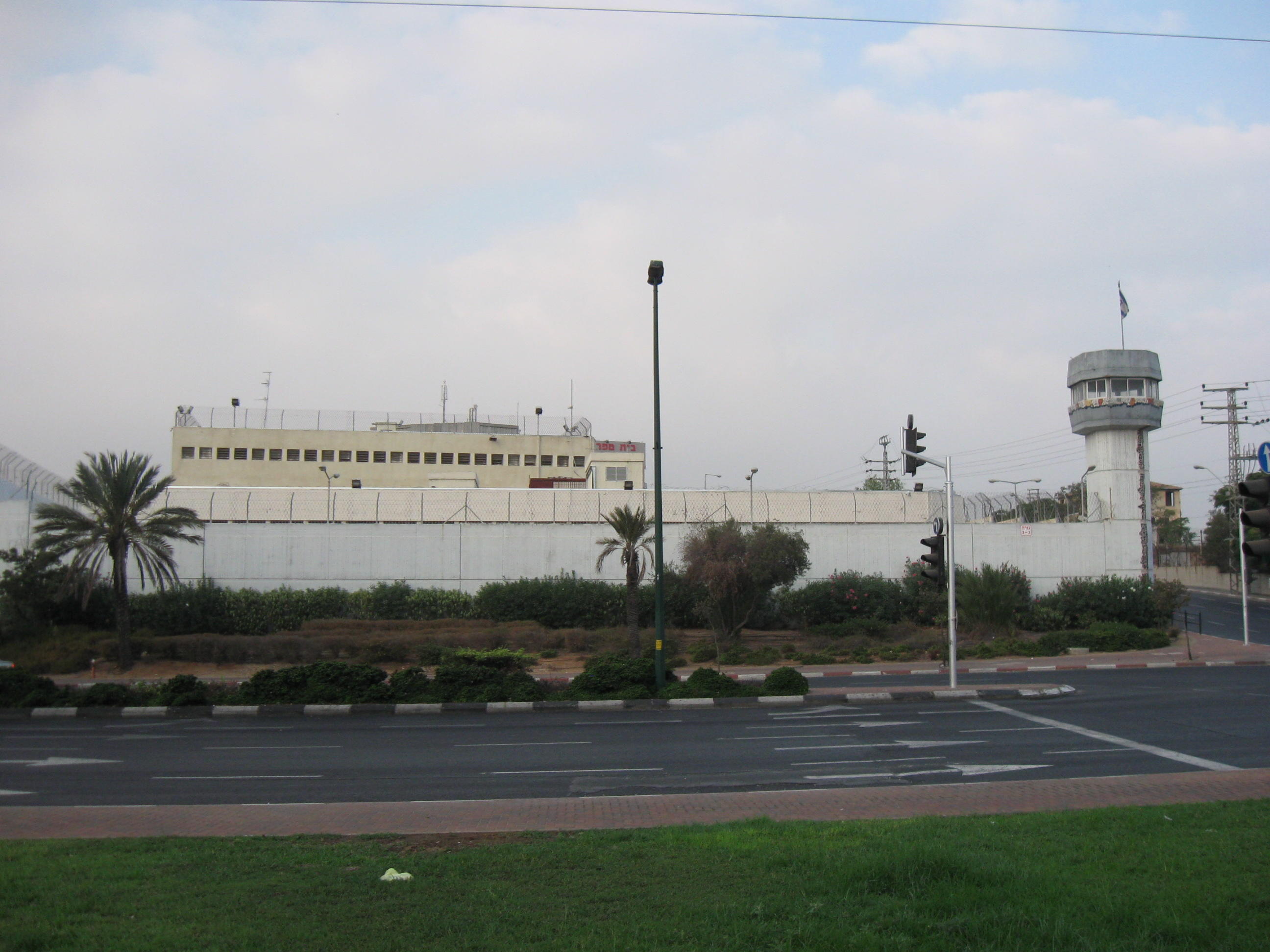
Detenční centrum AbuKebir

- Věznice Šikma (Aškelon)

### Detenční střediska
- Detenční centrum Ejlat (jižní okres)
- Detenční centrum Hadarim (centrální okres)
- Detenční centrum Moscovia (Ruský areál))
- Detenční centrum Kishon (severní okres)
- Detenční centrum Nitzan (centrální okres)
- Detenční centrum Ohalei Kedar (jižní okres)
- Detenční centrum Petach Tikva (centrální okres)
- Vazební centrum Abu Kabir (Tel Aviv)